# Neoantistea santana
Espèce
Neoantistea santana est une espèce d'araignées aranéomorphes de la famille des Hahniidae.

## Distribution
Cette espèce est endémique de Californie aux États-Unis.

## Description
Neoantistea santana mesure de 4,36 à 4,62 mm.

## Publication originale
- Chamberlin & Ivie, 1942 : A hundred new species of American spiders. Bulletin of the University of Utah, vol. 32, no 13, p. 1-117.